# Microtendipes tarsalis
Microtendipes tarsalis är en tvåvingeart som först beskrevs av Walker 1856.  Microtendipes tarsalis ingår i släktet Microtendipes och familjen fjädermyggor. Arten är reproducerande i Sverige. Inga underarter finns listade i Catalogue of Life.